# Хмарний геймінг
Хмарний геймінг, іноді називають геймінг по вимозі, є одним з видів онлайн геймінгу. В даний час існує два основних типи хмарного геймінгу: хмарний геймінг, що базується на стримінгу потокового відео і хмарного геймінгу на основі стримінгу потокового файлу. Хмарний геймінг покликаний забезпечити кінцевим користувачам пряму здатність грати ігри на різних пристроях без затримок залежних від начинки пристрою.

## Типи хмарного геймінгу
Хмарний геймінг це загальний термін, використовуваний для опису форми розповсюдження онлайн гри. Найбільш поширені методи хмарного геймінгу в даний час це — стримінг відео і стримінг файлів.
«Хмарний геймінг», а також в деяких випадках званих «геймінг по вимозі», є одним з видів онлайн геймінгу, що дозволяє прямий стримінг і стрімінг по вимозі потокового відео ігор на комп'ютерах, консолях і мобільних пристроях, подібний до відео за запитом, за рахунок використання тонкого клієнта.  Сама гра зберігається, виконується, і відмальовується на віддаленому сервері оператора або ігрової компанії і відео результат стрімиться безпосередньо в комп'ютер споживача через Інтернет. Це дозволяє отримати доступ до ігор без необхідності консолі і в значній мірі робить можливості комп'ютера користувача неважливими, оскільки сервер це система, яка виконує всі операції. Управління і натискання кнопок від користувача передаються безпосередньо на сервер, де вони записані, а потім сервер посилає назад відповідь гри на управління. Компанії, які використовують цей тип хмарного геймінгу включають Playkey, PlayGiga, CiiNOW, Ubitus, Playcast Media Systems, Gaikai і OnLive.
Геймінг по вимозі це ігровий сервіс, який використовує переваги широкосмугового зв'язку, великих серверних кластерів,  шифрування і стиснення потокової передачі вмісту гри у пристрій абонента. Користувачі можуть грати в ігри без завантаження або установки самої гри. Ігровий контент не зберігається на диск користувача і виконання ігрового коду в основному відбувається на серверному кластері, так що абонент може використовувати менш потужний комп'ютер, щоб грати в гру яка має більші вимоги, оскільки сервер робить всі важкі операції які зазвичай виконуються за допомогою комп'ютера кінцевого користувача. Більшість хмарних ігрових платформ закриті і запатентовані; перша хмарна ігрова платформа з відкритим вихідним кодом не була випущена аж до квітня 2013 року.
Хмариний геймінг заснований на стрімнгу файлів, також відомий як послідовне завантаження, розгортає тонкого клієнта, в якому сама гра запущена на користувацькому пристрої, наприклад мобільному пристрою, ПК або консолі. Невелика частина гри, як правило, менше, ніж 5% від загального розміру гри, завантажується спочатку так, що гравець може почати грати швидко. Решта гри завантажуєтьсяна пристрій кінцевого користувача під час гри. Це забезпечує миттєвий доступ до ігор з низькою пропускною здатністю інтернет-з'єднання без затримки. Хмара використовується для надання масштабованого способу стримінгу вмісту гри і аналізу даних. Хмарний геймінг заснований на стрімінгу файлів потребує пристрою, який має відповідне апаратне забезпечення щоб запустити гру. Часто, контент гри зберігаються на пристрої кінцевого користувача,закешованим. Компанії, які використовують цей тип хмарного геймінгу включають Kalydo, Approxy, ArenaNet і SpawnApps.

## Системи хмарного геймінгу
| Назва                   | Статус доступу | Статус розробки | Доступність вихідного коду? | Платформи | Ліцензія       | Ціна                                        |
| ----------------------- | -------------- | --------------- | --------------------------- | --- | -------------- | ------------------------------------------- |
| GamingAnywhere          | Доступний      | Активна         | Так                         | Server; Windows 7, Windows 8, Windows 8.1, Windows 10, OS X, Linux Client; Windows XP, Windows Vista, Windows 7, Windows 8, Windows 8.1, Windows 10, OS X, Android 4.1+, Linux                    | Відкритий код  | Безплатно                                   |
| Steam In-Home Streaming | Доступний      | Активна         | Ні                          | Server; Windows Vista, Windows 7, Windows 8, Windows 8.1, Windows 10 Client; Windows Vista, Windows 7, Windows 8, Windows 8.1, Windows 10, OS X, SteamOS, Linux                                   | Запатентований | Безплатно                                   |
| Remote Play             | Доступний      | Активна         | Ні                          | Server; PlayStation 3, PlayStation 4 Client; PlayStation Portable, PlayStation Vita, PlayStation TV, Sony Xperia                                                                                  | Запатентований | Безплатно                                   |
| Cloud Gaming eXtreme    | Доступний      | Активна         | Ні                          | Server; Windows 8, Windows 8.1, Windows 10, Windows Server 2012 Client; Windows XP, Windows Vista, Windows 7, Windows 8, Windows 8.1, Windows 10, OS X, Android, iOS                              | Запатентований | $0.30 вгодину на Amazon Web Services        |
| Ubitus GameCloud        | Доступний      | Активна         | Ні                          | Server; Windows Vista, Windows 7, Windows 8, Windows 8.1, Windows 10 Client; Smart TVs, Google TV, STBs, Smartphones, Tablets, Windows Vista, Windows 7, Windows 8, Windows 8.1, Windows 10, OS X | Запатентований | Н/Д                                         |
| StreamMyGame            | Доступний      | Знято           | Ні                          | Server; Windows XP, Windows Vista, Windows 7 Client; Windows XP, Windows Vista, Windows 7, Linux                                                                                                  | Запатентований | Преміум; $9.99 в рік Безліміт; $19.99 в рік |

## Історія
У 2000 році G-cluster показали, технологію хмарного геймінгу на виставці E3. Оригінальною пропозицією був хмарний ігровий сервіс по Wi-Fi на мобільні пристрої. Відео розробник гри Crytek почав дослідження системи хмарного геймінгу в 2005 році для Crysis, але призупинив розробку в 2007 році, щоб зачекати, поки інфраструктура і інтернет-провайдери будуть готові для такого завдання. OnLive офіційно запущений в березні 2010 року, і його ігрова служба розпочалась у червні з продажу OnLive MicroConsole. 2 квітня 2015, було оголошено, що компанія Sony Computer Entertainment придбала патенти OnLive, і OnLive закрив свої двері. У листопаді SFR запустив комерційний сервіс хмарного геймінгу на IPTV у Франції, з допомогою G-кластерної технології.

Gaikai, який дозволяє видавцям ігор та іншим вставляти безкоштовні пробні версії стримінгу гри на своїх сайтах, запустила відкрите бета-тестування в лютому 2011 року з іграми від Electronic Arts в тому числі Dead Space 2, Mass Effect 2, і The Sims 3. Ігри з підтримкою Gaikai можуть бути вбудовані безпосередньо всередині вебсайту, на Facebook, або на мобільних пристроях і IPTVs. Навесні 2011 року, Gaikai вийшов у світ з декількома партнерствами, включаючи Walmart і The Escapist, а також анонсувавши угоду з Eurogamer і Capcom. Ігри з підтримкою Gaikai стрімляться з веббраузерів і не вимагають завантаження, спеціальних плагінів або реєстрації, і можуть бути активовані, натисненням на активну рекламу або через відвідування розташування гри. Sony придбала Gaikai, тоді найбільший постачальник послуг хмарних ігор, в липні 2012 року.

## Додатково
- Хмарні обчислення

## Додаткові посилання
- Article by Paul Hyman on MSN.com
- [http://www.cloudtweaks.com/2011/12/cloud-tv-gaming-and-entertainment-making-the-joystick-airborne%5Bнедоступне+посилання+з+липня+2019%5D Article by Jeff Norman / Cloud Gaming: Making the Joystick Airborne — CloudTweaks.com][недоступне посилання з жовтня 2019]
- Boosteroid - Хмарний геймінг в Україні

| Назва                  | Статус доступу | Статус розробки | Доступність вихідного коду? | Платформи | Ліцензія       | Ціна              |
| ---------------------- | -------------- | --------------- | --------------------------- | --- | -------------- | ----------------- |
| GameNow                | Доступний      | Активна         | Ні                          | LG Smart TV, Google TV, Verizon, Windows Vista, Windows 7, Windows 8, Windows 8.1, Windows 10, OS X           | Запатентований | Н/Д               |
| GameFly Streaming      | Доступний      | Активна         | Ні                          | Amazon Fire TV, Samsung Smart TV                                                                              | Запатентований | Н/Д               |
| G-cluster              | Доступний      | Активна         | Ні                          | G-cluster | Запатентований | Н/Д               |
| Gface                  | Доступний      | Активна         | Ні                          | Windows Vista, Windows 7, Windows 8, Windows 8.1, Windows 10                                                  | Запатентований | Н/Д               |
| Kalydo                 | Доступний      | Активна         | Ні                          | Windows Vista, Windows 7, Windows 8, Windows 8.1, Windows 10                                                  | Запатентований | Н/Д               |
| Leap Computing         | Доступний      | Активна         | Ні                          | Windows Vista, Windows 7, Windows 8, Windows 8.1, Windows 10, OS X, Android, iOS, Windows Phone               | Запатентований | Н/Д               |
| PlayGiga               | Доступний      | Активна         | Ні                          | Н/Д | Запатентований | Н/Д               |
| PlayKey                | Доступний      | Активна         | Ні                          | Windows Vista, Windows 7, Windows 8, Windows 8.1, Windows 10, OS X                                            | Запатентований | Н/Д               |
| PlayStation Now        | Доступний      | Активна         | Ні                          | PlayStation Vita, PlayStation 3, PlayStation 4, PlayStation TV, BRAVIA TVs, Samsung SUHD TV, Samsung Smart TV | Запатентований | Н/Д               |
| NVIDIA GeForce Now     | Доступний      | Активна         | Ні                          | Shield Portable, Shield Android TV, Shield Tablet                                                             | Запатентований | Н/Д               |
| LiquidSky              | Доступний      | Активна         | Ні                          | SkyOS | Запатентований | Н/Д               |
| Turbo Games            | Доступний      | Активна         | Ні                          | Windows Vista, Windows 7, Windows 8, Windows 8.1, Windows 10, OS X, iPad                                      | Запатентований | Безплатний доступ |
| InstantAction          | Не Доступний   | Знято           | Ні                          | Windows XP, Windows Vista, Windows 7                                                                          | Запатентований | Н/Д               |
| Gaikai                 | Не Доступний   | Знято           | Ні                          | Windows XP, Windows Vista, Windows 7, Windows 8                                                               | Запатентований | Н/Д               |
| OnLive                 | Не Доступний   | Знято           | Частково                    | Windows XP, Windows Vista, Windows 7, Windows 8, Windows 8.1, OS X, Android, OnLive MicroConsole              | Запатентований | Н/Д               |
| Big Fish Games         | Не Доступний   | Знято           | Ні                          | Windows XP, Windows Vista, Windows 7                                                                          | Запатентований | Н/Д               |
| Playcast Media Systems | Не Доступний   | Знято           | Ні                          | Amazon Fire TV, Samsung Smart TV                                                                              | Запатентований | Н/Д               |
| Boosteroid             | Доступний      | Активна         | Ні                          | Windows 10, Samsung Smart TV, Android, iPad, iOS, OS X, LG Smart TV, Google TV, Chrome OS Linux, Android TV   | Запатентований | Н/Д               |

1. ↑  GameFly launches cloud-streaming video game service on Amazon Fire TV [Updated] | Ars Technica
2. ↑  GameFly Support Center
3. 1 2  News — Playcast
4. ↑  G-Cluster Console will be available from June 20. Архів оригіналу за 5 жовтня 2015. Процитовано 10 листопада 2015.
5. ↑  (тур.) Sony tarafından satın alınan OnLive hizmetlerine 30 Nisan'da son veriyor
6. ↑  Assets Available | OnLive
7. ↑  Cook, John (21 серпня 2013). Full memo: Big Fish CEO announces job cuts, cancellation of cloud games business and closure of Ireland and BC facilities. GeekWire. Процитовано 18 червня 2014.
8. ↑  GameFly acquires Playcast, launches streaming service
9. ↑  GameFly buys Israeli cloud gaming company Playcast
10. ↑  U.S.-based GameFly merges with Israel's Playcast to stream video games over Amazon Fire TV. Архів оригіналу за 7 квітня 2016. Процитовано 10 листопада 2015. [Архівовано 2016-04-07 у Wayback Machine.]
11. 1 2  Downloads | Boosteroid Cloud Gaming. boosteroid.com. Процитовано 13 листопада 2023.
12. ↑  LG TVs Offer More Choices With Expanded Selection of Gaming Services | LG NEWSROOM (амер.). Процитовано 13 листопада 2023.
13. ↑  How Boosteroid grew its ChromeOS users by 60%. chromeOS.dev (англ.). 9 листопада 2023. Процитовано 13 листопада 2023.